# Hemigaleus
Hemigaleus is een geslacht van kraakbeenvissen uit de familie van de wezelhaaien (Hemigaleidae).

## Soorten
- Hemigaleus australiensis White, Last & Compagno, 2005
- Hemigaleus microstoma Bleeker, 1852 – Sikkelvinwezelhaai